# Al Arbour

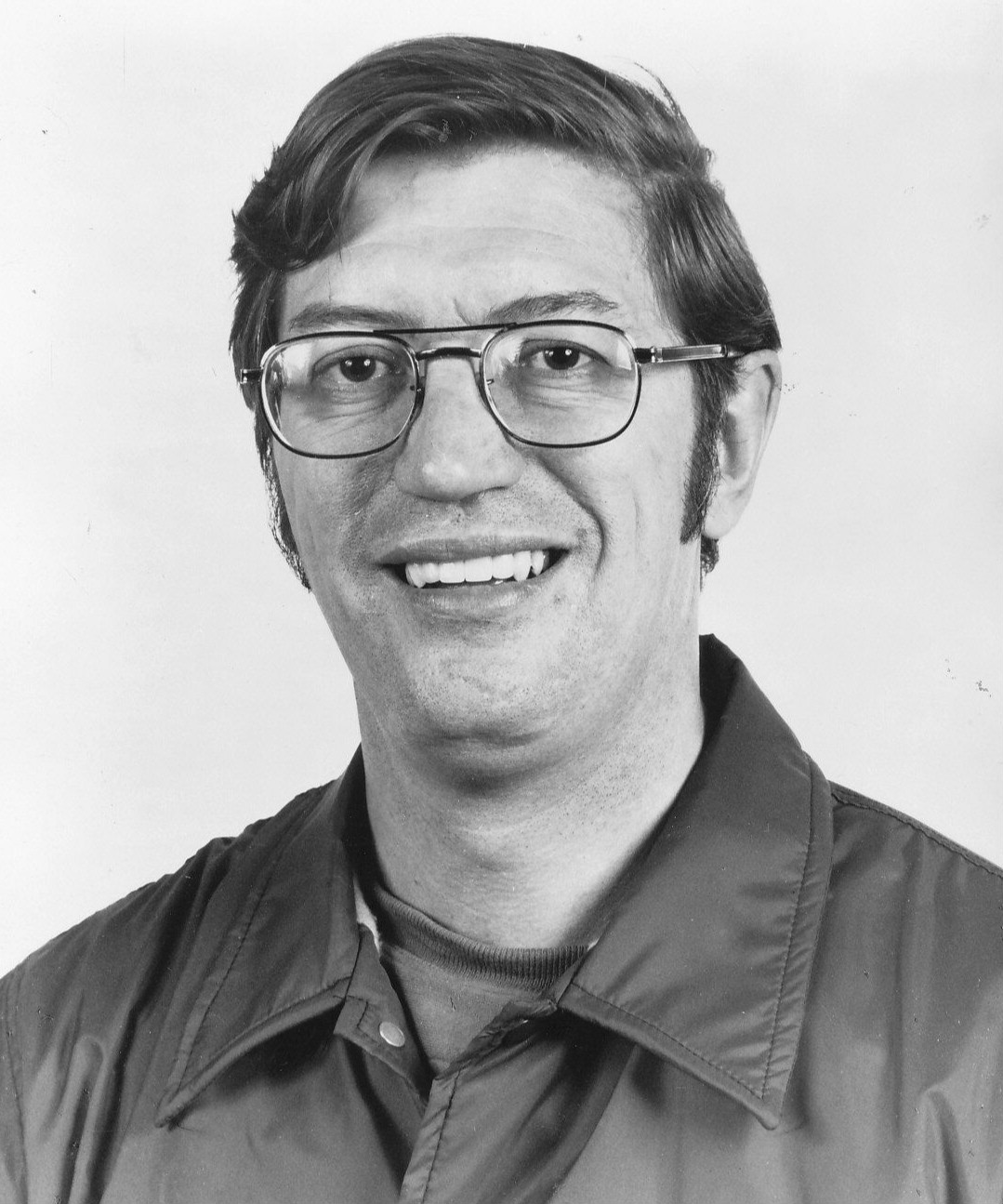
Al Arbour, 1977.

Alger Joseph "Al" Arbour, född 1 november 1932 i Sudbury, Ontario, död 28 augusti 2015 i Sarasota, Florida, var en kanadensisk professionell ishockeyspelare och ishockeytränare. Som spelare vann han fyra Stanley Cup-finaler och han var huvudtränare i NHL-laget New York Islanders när laget gick till fem raka Stanley Cup-finaler åren 1980–1984, och vann de fyra första.
1996 valdes Arbour in i Hockey Hall of Fame.

## Spelarkarriär
Arbour startade sin NHL-karriär 1957 som back i Detroit Red Wings. Han spelade senare även för Chicago Blackhawks, Toronto Maple Leafs och St. Louis Blues och vann Stanley Cup fyra gånger som spelare. Från 1967 till 1970 var han lagkapten för St. Louis Blues.

## Tränarkarriär
Arbour blev huvudtränare för Islanders säsongen 1973–74, lagets andra säsong i NHL. Han ersatte Phil Goyette som fått sparken på grund av det nybildade Islanders usla debutsäsong. Arbour byggde tillsammans med general managern Bill Torrey upp Islanders till ett topplag. Efter ett antal misslyckanden i slutspelet tog han laget till final 1980 - en final som laget vann. Efter ytterligare tre Stanley Cup-vinster och en finalplats åren efter, minskade Islanders dominans. Arbour avgick från tränarposten 1986 men blev återinkallad 1988, och tränade sedan laget fram till 1994. Därefter slutade han som tränare.
Arbours fyra Stanley Cup-titlar gör honom till en av de mest framgångsrika tränarna i NHL-historien. Han tränade Islanders under 1601 grunseriematcher, varav laget vann 779. Han tränade också laget under 209 slutspelsmatcher och vann 123 av dem. Hans statistik i antalet vunna matcher överträffas endast av Scotty Bowman.